# Antti Rinne
Antti Juhani Rinne (ur. 3 listopada 1962 w Helsinkach) – fiński działacz związkowy, przewodniczący central związkowych, a także polityk, w latach 2014–2020 przewodniczący Socjaldemokratycznej Partii Finlandii, w latach 2014–2015 wicepremier i minister finansów, w 2019 przewodniczący Eduskunty oraz premier Finlandii.

## Życiorys
Ukończył w 1988 studia prawnicze na Uniwersytecie Helsińskim. Pracował jako urzędnik rządowy, działacz związkowy, a także praktykował w zawodzie prawnika. W latach 2002–2005 kierował zrzeszającym urzędników związkiem zawodowym ERTO, następnie do 2010 organizacją pracowniczą Toimihenkilöunioni TU. Potem do 2014 przewodniczył związkowi zawodowemu Ammattiliitto Pro. Był także wybierany do rady gminy Mäntsälä.
9 maja 2014 Antti Rinne wystartował w wyborach na przewodniczącego Socjaldemokratycznej Partii Finlandii, pokonując w głosowaniu ubiegającą się o reelekcję Juttę Urpilainen. 6 czerwca 2014 zastąpił ją na urzędach wicepremiera i ministra finansów w rządzie Jyrkiego Katainena. Pozostał na tych stanowiskach również w gabinecie Alexandra Stubba. W wyborach w 2015 uzyskał mandat posła do Eduskunty, odszedł z rządu 29 maja tegoż roku, a jego partia znalazła się w opozycji.
W 2019 z powodzeniem ubiegał się o poselską reelekcję, wciąż kierowani przez niego socjaldemokraci zajęli wówczas pierwsze miejsce w wyborach. 24 kwietnia został wybrany na przewodniczącego fińskiego parlamentu. Prowadził także rozmowy nad utworzeniem nowego rządu. Doprowadziły one do powstania koalicji składającej się z pięciu partii reprezentujących różne nurty polityczne. Poza socjaldemokratami do sojuszu przystąpiły Partia Centrum (Kesk.), Liga Zielonych (Vihr.), Sojusz Lewicy (VAS) i Szwedzka Partia Ludowa (SFP). 6 czerwca 2019 Eduskunta zaaprobowała kandydaturę lidera Socjaldemokratycznej Partii Finlandii na premiera. Tego samego dnia prezydent Sauli Niinistö dokonał zaprzysiężenia członków rządu, który w konsekwencji rozpoczął urzędowanie.
3 grudnia 2019 Antti Rinne podał się do dymisji wraz z gabinetem; rezygnacja została przyjęta przez prezydenta, premierowi powierzono pełnienie obowiązków do czasu powołania nowego rządu. Powodem dymisji gabinetu była utrata zaufania ze strony koalicyjnej Partii Centrum w związku z długotrwałym masowym strajkiem pracowników państwowego przedsiębiorstwa pocztowego. Jego następczynią została dotychczasowa minister Sanna Marin, która urząd premiera objęła 10 grudnia.
23 sierpnia 2020 Sanna Marin zastąpiła go również na funkcji przewodniczącego socjaldemokratów.